# D1-es autópálya (Szlovákia)
A D1-es egy szlovákiai autópálya (szlovákul: Diaľnica D1) , mely Pozsonyt fogja összekötni Zaharral a szlovák-ukrán határon. Áthalad az ország nagyobb történelmi városain, mint Nagyszombaton, Trencsénen, Zsolnán, Poprádon, Eperjesen, Kassán és Nagymihályon. A (Trieszt)-Pozsony-Zsolna-Kassa-Ungvár-(Lviv) vonal része az V.A páneurópai korridornak. Egyelőre öt részlete járható és továbbiakon még dolgoznak. Szlovákia négy autópályája közül ezen található az ország leghosszabb hídja Liptóújvár mellett, mely a Vág folyót hidalja át. Jelenleg négy alagútja van: Branyiszkó (5 km), melyet 1996 és 2003 között fúrtak, a Lucsivna (250 m), a Bôrik-alagút (995/1001 m -épült 2006-2009. között és a Šibenik-alagút, épült 2009-2012. között 588 m hosszban. Az autópálya Pozsony-Kassa szakaszát eredetileg 2012-2014 között tervezték átadni. Az Ukrajnáig vezető teljes hosszát, mely 517 km-t számlál majd, feltételezhetően 2018-ra fejezik be. Az eredeti tervek szerint Csehszlovákiát teljes hosszában 712 km-en szelte volna át, így Csehország és Szlovákia 1993-as szétválásával D1-es nevű autópálya mindkét országban létezik. A Pozsonyszőlős - Nagyszombat szakaszt a megnövekedett forgalom következtében 2x2 sávosról 2x3 sávosra bővítették, amit igazol az is, hogy Horvátgurabnál: a forgalom 2005-ben 51.307 jármű/nap 2010-re 71.088 jármű/napra nőtt.
A D2-es autópálya és Bratislava-Incheba csomópont közötti mintegy 500 m-es szakasz az egyetlen 8 sávos autópálya szakasz az országban.
2016-ban az alábbi összefüggő elkészült autópálya szakaszokból áll az útvonal: Pozsony–Ricsóváralja (188,3 km), Lamosfalva–Vágratkó (16,4 km), Ivachnófalu–Eperjes-nyugat (142,4 km) és Eperjes dél–Magyarbőd  (33,2 km).

## Története
Szlovákiában 1973-ban kezdték el építeni Ivachnófalu és Liptószentmiklós között 14 km-en.
1972-ben építették meg Pozsony és Szenc között (D61-es néven).
2012. november 2-án négyen meghaltak, amikor leomlott a D1-es autópálya Szepesjánosfalva és Szepesalmás közti szakaszán lévő, építés alatt álló betonhídja Kiskerény község közelében. A készülőben lévő híd zsaluzatát alátámasztó ideiglenes állványzat - a betonozás megkezdésekor - leszakadt. A baleset idején 17 munkás dolgozott a mintegy 20 méter magas hídnál.
A D1-es autópálya 2027-ben lesz kész, 2x3 sávon Pozsony és Nagyszombat között, 2x2 sávon Nagyszombat és Nagymihály között, 2x1 sávon Nagymihály és az ukrán határ között.
| #   | Szakasz                                                    | Hossz km-ben | Építés kezdete | Építés befejezése                                                                                                   | KIjáratok és elágazások                                                        |
| --- | ---------------------------------------------------------- | ------------ | --- | --- | ------------------------------------------------------------------------------ |
| 1.  | Pozsony, bécsi határátmenet - Pozsony, kikötői híd         | 3,2          | 2003 | 2005 | 1. D2-es autópálya 2. Bécs felé 3. Pozsonyligetfalu                            |
| 2.  | Pozsony, kikötői híd - Pozsony, Főrév                      | 3,0          | 1977 | 1983 (bal útpálya) 1985 (jobb útpálya)                                                                              | 4. Pozsony - Ovsište 5. Pozsony, Főrév                                         |
| 3.  | Pozsony, Főrév - Pozsony, Mierová                          | 2,6          | 1984 | 1990 | 6. Pozsony - Mierová                                                           |
| 4.  | Pozsony, Mierová - Pozsonyivánka                           | 5,5          | 1999 | 2002 | 7. Pozsony - Galvaniho 8. Pozsonyi repülőtér 9. Pozsony - Aranyhomok           |
| 5.  | Pozsonyivánka - Szenc                                      | 13,0         | 1972 | 1975 | 10. Pozsonyszőlős 12. Triblavina 13. Szenc                                     |
| 5.  | Pozsonyszőlős - Szenc, 3+3 sávos bővítés                   | 3,6          | 2022 | 12/2024 | 10. Pozsonyszőlős 11. Pozsony II. kijárat, D4-es autópálya felé 12. Triblavina |
| 5.  | Pozsonyszőlős - Szenc, 4+4 sávos bővítés                   | 10,5         | 2024 | 2027 | 13. Szenc                                                                      |
| 6.  | Szenc - Nagyszombat                                        | 23,1         | 1975 | 1978 | 14. Szenc 15. Vedrőd 16. R1-es autóút                                          |
| 6.  | Szenc - Nagyszombat, 3+3 sávos bővítés                     | 19,9         | 2025 | 2030 | 14. Szenc 15. Vedrőd 16. R1-es autóút                                          |
| 7.  | Nagyszombat - Galgóc                                       | 15,9         | 1978 | 1982 | 17. Galgóc                                                                     |
| 8.  | Galgóc - Pöstyén                                           | 17,7         | 1980 | 1985 | 18. Vágvörösvár 19. Pöstyén                                                    |
| 9.  | Pöstyén - Felsőszerdahely                                  | 8,1          | 1984 | 1988 | 20. Felsőszerdahely                                                            |
| 10. | Felsőszerdahely - Vágújhely                                | 14,4         | 1997 | 1998 (bal útpálya) 2000 (jobb útpálya)                                                                              | 21. Vágluka                                                                    |
| 11. | Vágújhely - Tarajosvelsőc                                  | 13,1         | 1996 | 1998 (bal útpálya) 2000 (jobb útpálya)                                                                              | 22. Vágújhely                                                                  |
| 12. | Tarajosvelsőc - Vágsziklás                                 | 10,3         | 1991 | 1996 | 23. Trencsén-Dél 24. Trencsén-Nyugat 25. Autópálya-mérnökség                   |
| 13. | Vágsziklás - Nemsó                                         | 7,6          | 1994 | 1996 | 26. Máriatölgyes                                                               |
| 14. | Nemsó - Lédec                                              | 15,5         | 1996 | 1998 (bal útpálya) 2000 (jobb útpálya)                                                                              | 27. Illava 28. Lédec                                                           |
| 15. | Lédec - Lejtős                                             | 11,3         | 1998 | 2004 (Lédec-Bellus) 2005 (többi rész)                                                                               | 29. Bellus (Puhó) R6-os autóút                                                 |
| 16. | Lejtős - Kisfarkasd                                        | 9,8          | 2007 (II. szakasz) 2008 (I. szakasz)                                                                                | 2010 | 30. Vágbeszterce - Dél 31. Vágbeszterce - Centrum                              |
| 17. | Kisfarkasd - Ricsóváralja                                  | 12,9         | 1998 | 2007 | 32. Vágbeszterce - Észak 33. Nagybiccse                                        |
| 18. | Ricsóváralja - Litvailló                                   | 11,3         | 2014 | 2021 | 34. D3-as autópálya                                                            |
| 19. | Litvailló - Ruttka, Ápriliskő                              | 13,5         | 2014 | 2025 | 35. Litvaillió                                                                 |
| 20. | Ruttka, Ápriliskő - Nagyturány                             | 13,5 + 3,3   | 2011 | 2015 | 36. R3-as autóút 37. Turócszentmárton 38. Nagyturány                           |
| 21. | Nagyturány - Gombás                                        | 13,5         | 2025 | 2030 |                                                                                |
| 22. | Gombás - Ibachnófalu                                       | 14,9         | 2013 | 2025 | 39. Gombás 40. Rózsahegy, Likavka                                              |
| 23. | Ibachnófalu - Liptószentmiklós                             | 15           | 1973 | 1977 | 901. Ideiglenes csatlakozás az I/18-as úthoz 41. Ibachnófalu                   |
| 24. | Liptószentmiklós - Szentiván                               | 6,4          | 1972 | 1976 | 42. Liptószentmiklós 43. Szentiván                                             |
| 25. | Szentiván - Liptóújvár                                     | 5,1          | 1975 | 1983 | 44. Liptóújvár                                                                 |
| 26. | Liptóújvár - Hibbe                                         | 8,2          | 1983 (bal útpálya) 1987 (jobb útpálya)                                                                              | 1986 (bal útpálya) 1990 (jobb útpálya)                                                                              | 45. Hibbe                                                                      |
| 27. | Hibbe - Vázsec                                             | 10,4         | 1996 | 1998 (jobb útpálya) 2000 (bal útpálya)                                                                              | 46. Vichodna 47. Vázsec                                                        |
| 28. | Vázsec - Menguszfalva                                      | 12           | 1998 | 2007 (bal útpálya) 2008 (jobb útpálya)                                                                              | 48. Csorba 49. Menguszfalva                                                    |
| 29. | Menguszfalva - Szepesjánosfalva                            | 26,4         | 2005 (II. ütem) 2005 (III. ütem, bal pálya) 2006 (I. ütem) 2007 (III.ütem, jobb pálya)                              | 2008 (II. ütem) 2008 (III. ütem, bal pálya) 2009 (I. ütem) 2009 (III. ütem, jobb pálya)                             | 50. Poprád - Nyugat 51. Magastátra 52. Poprád - Kelet 53. Szepesjánosfalva     |
| 30. | Szepesjánosfalva - Szepesalmás                             | 19,2         | 2011 (I. ütem) 2012 (II. ütem)                                                                                      | 2015 (I. ütem) 2015 (II. ütem)                                                                                      | 54. Lőcse                                                                      |
| 31. | Szepesalmás - Hidegpatak                                   | 4,7          | 2009 (jobb pálya) 2010 (bal pálya)                                                                                  | 2010 (jobb pálya) 2012 (bal pálya)                                                                                  | 55. Szepesalmás                                                                |
| 32. | Hidegpatak - Beharóc                                       | 3,4          | 2009 | 2010 |                                                                                |
| 33. | Beharóc - Frics                                            | 13,7         | 1996 (szélesítés) 1996 (Branyiszkói alagút, jobb pálya) 1997 (beharóci elkerülő, jobb pálya) 1997 (fricsi elkerülő) | 2001 (szélesítés) 2003 (Branyiszkói alagút, jobb pálya) 2003 (beharóci elkerülő, jobb pálya) 2003 (fricsi elkerülő) | 56. Beharóc 57. Siroka 58. Frics                                               |
| 33. | Beharóci elkerülő, bal pálya Branyiszkói alagút, bal pálya | 7,6          | 2028 után | ? |                                                                                |
| 34. | Frics - Szinye                                             | 10,9         | 2011 | 2015 |                                                                                |
| 35. | Szinye - Eperjes-Nyugat                                    | 6,8          | 2005 | 2010 | 59. Szinye 60. R4-es autóút                                                    |
| 36. | Eperjes-Nyugat - Eperjes-Dél                               | 7,8          | 2017 | 2021 |                                                                                |
| 37. | Eperjes-Dél - Licsérd                                      | 10,6         | 1978 | 1982 | 61. Eperjes-Dél 62. Lemes                                                      |
| 38. | Licsérd - Budamér                                          | 9,1          | 1983 | 1988 | 63. Lapispatakújtelep 64. Kassa-Észak                                          |
| 39. | Budamér - Magyarbőd                                        | 14,4         | 2016 | 2019 | 65. R4-es autóút, Rozgony 66. Magyarbőd                                        |
| 40. | Magyarbőd - Dargó                                          | 12,6         | 2028 után | ? | 67. Dargó                                                                      |
| 41. | Dargóü - Pazdics                                           | 18,2         | 2028 után | ? | 68. Gerenda 69. Pazdics                                                        |
| 42. | Pazdics - Nagymihály                                       | 12,1         | 2028 után | ? | 70. Nagymihály                                                                 |
| 43. | Nagymihály - Szobránc                                      | 15,8         | 2028 után | ? | 71. Szobránc                                                                   |
| 44. | Szobránc - Zahar, szlovák-ukrán államhatár                 | 15,5         | 2028 után | ? | 72. Zahar                                                                      |

## Galéria

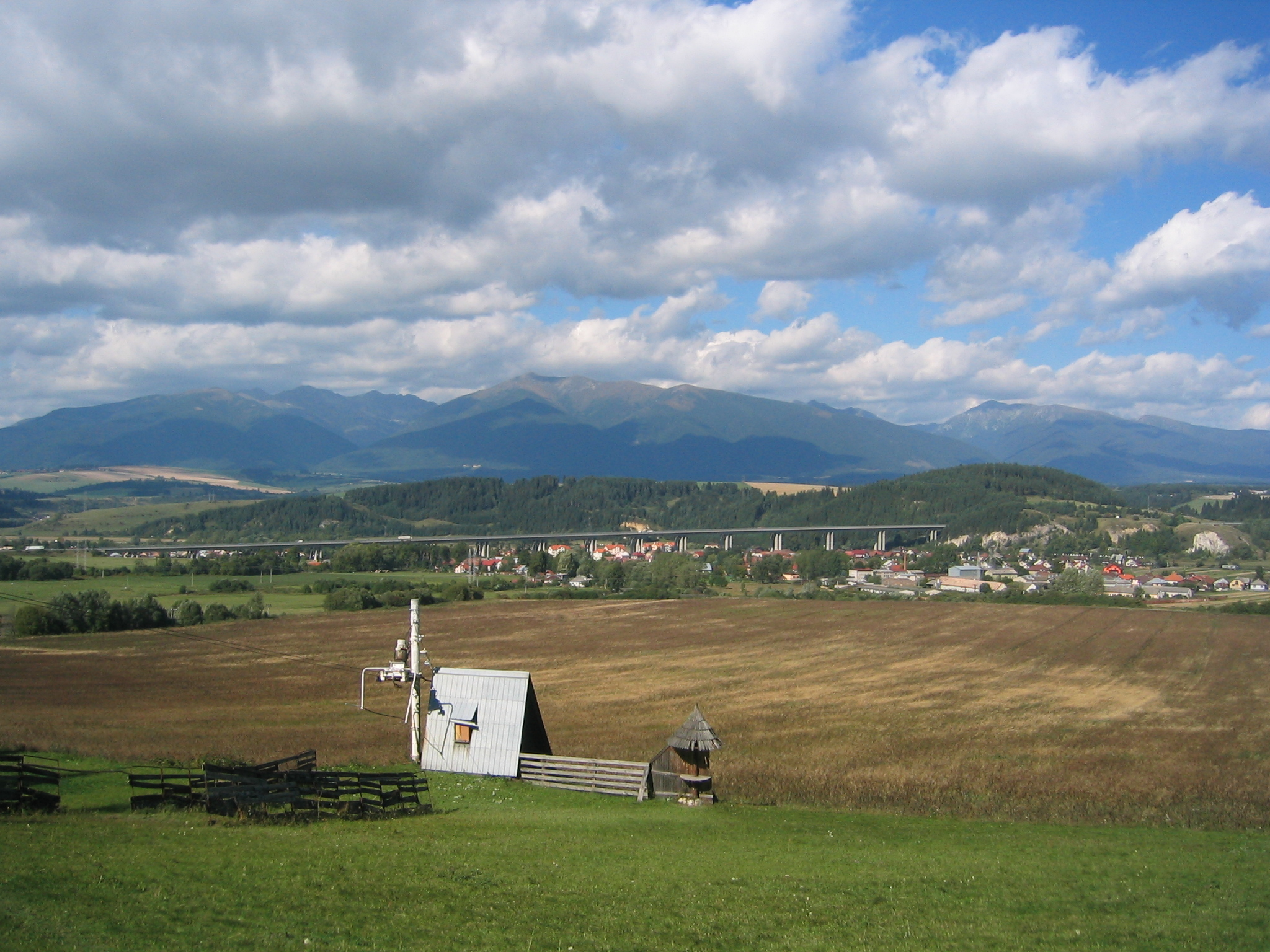
A leghosszabb autópályahíd Szlovákiában, Liptószentiván környékén
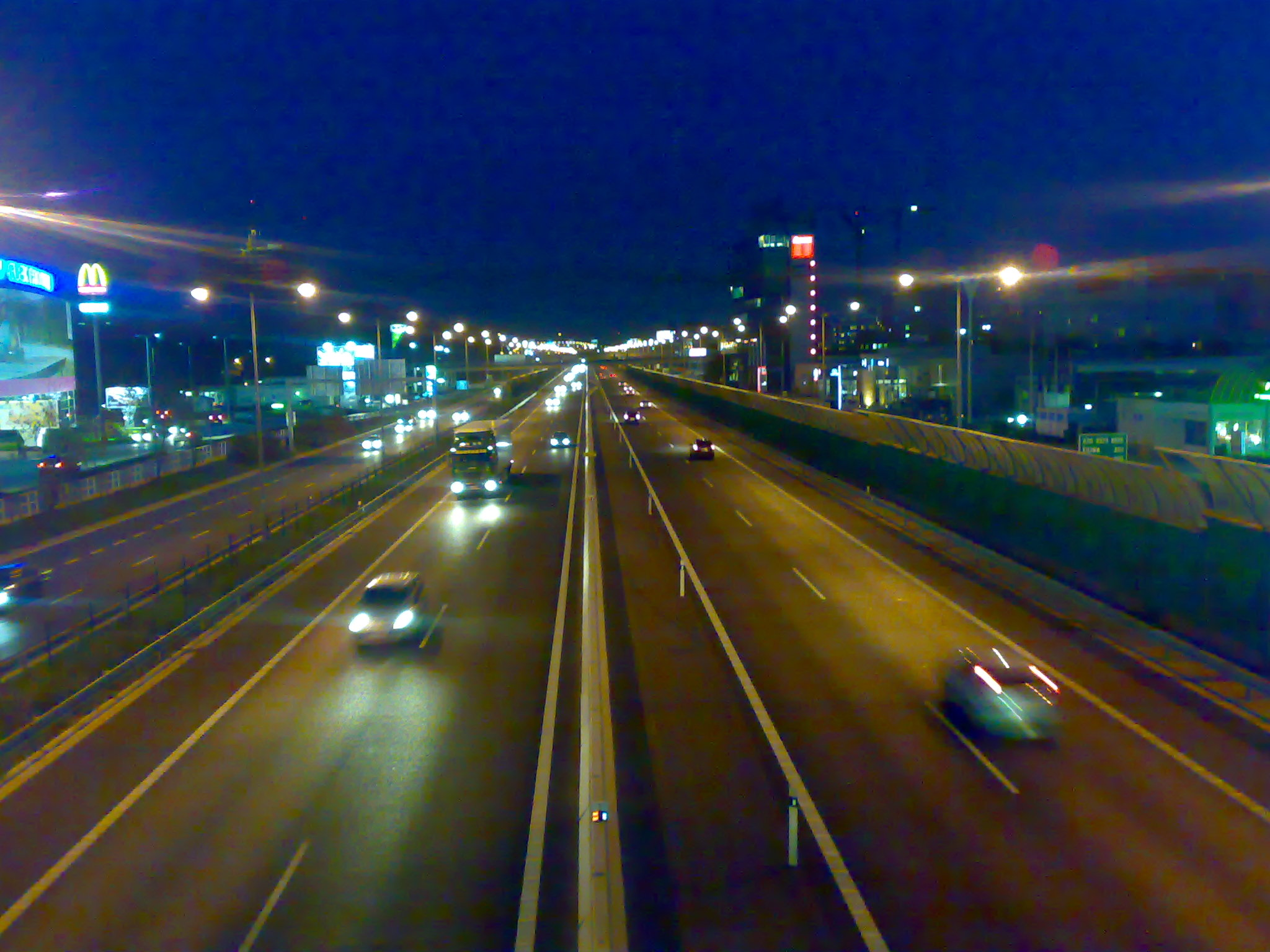
A D1-es Pozsonyligetfalunál
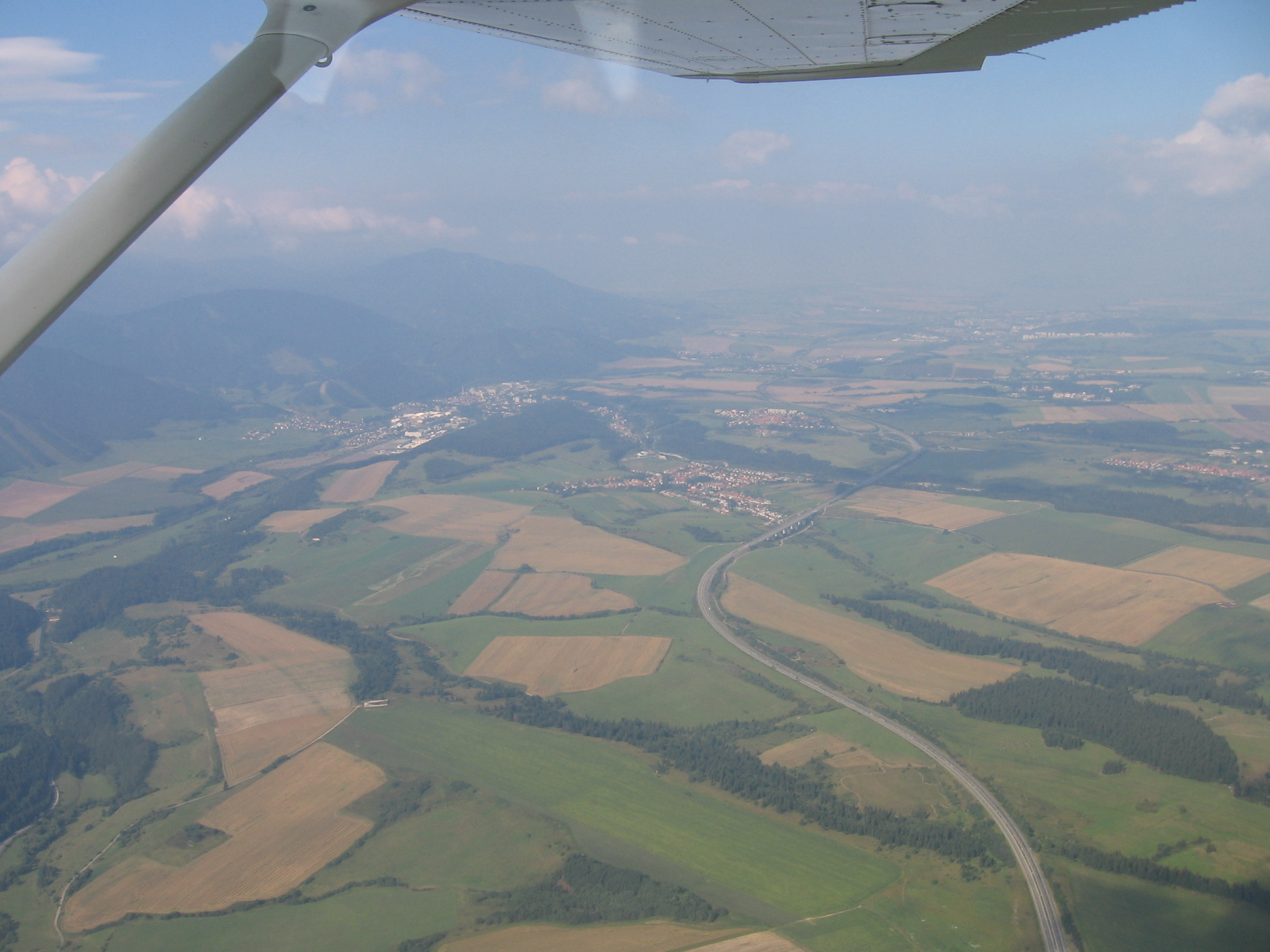
Az út Liptóban